# تهامة الغربية
تهامة الغربية قرية سورية تتبع ناحية اليرموك، منطقة القامشلي، محافظة الحسكة. بلغ عدد سكانها 1350 في إحصاء عام 2004م. سكانها من عشيرة المهانية من قبيلة الحريث الطائية، يعملون في الزراعة وتربية الماشية ويعتنون بالخيول العربية الأصيلة.
تقع الى الجنوب من مدينة القامشلي بحدود 58 كم ووادي الرد أحد روافد نهر الجغجغ الذي يرفد نهر الخابور. وبالقرب من الحدود العراقية السورية 10 كم، بالقرب من جبل سنجار.